# Xylographus tomicoides
Xylographus tomicoides es una especie de coleóptero de la familia Ciidae.

## Distribución geográfica
Habita en el este de Siberia.